# Shannon Crawford
Pour les articles homonymes, voir Crawford.
Shannon Crawford est une rameuse canadienne née le 12 septembre 1963 à Guelph.

## Biographie
Elle remporte aux Jeux olympiques d'été de 1992 à Barcelone la médaille d'or en huit avec Kirsten Barnes, Jessica Monroe, Megan Delehanty, Marnie McBean, Kay Worthington, Brenda Taylor, Kathleen Heddle et la barreuse Lesley Thompson-Willie.

## Palmarès

### Jeux olympiques
- Jeux olympiques d'été de 1992 à Barcelone,  Espagne
  -  Médaille d'or en huit

### Championnats du monde
- Championnats du monde d'aviron 1993 à Račice,  Tchéquie
  -  Médaille de bronze en quatre sans barreur